# Zoológico do Bronx
O Zoológico do Bronx (em inglês Bronx Zoo) é um famoso zoológico localizado no Bronx Park, no Bronx, em Nova Iorque. É o maior zoológico urbano dos Estados Unidos, compreende 107 hectares de parques e habitações naturais às margens do rio Bronx. O Zoológico do Bronx está situado ao sul do Jardim Botânico de Nova Iorque. Foi palco, em 1904, de um polêmico e vergonhoso caso de exibição de seres humanos em zoológicos com o objetivo de demonstrar o processo de evolução. O caso que teve maior visibilidade foi o de Ota Benga, que cometeu suicídio em 1916 ao descobrir que fora enganado e não seria repatriado como fora prometido.

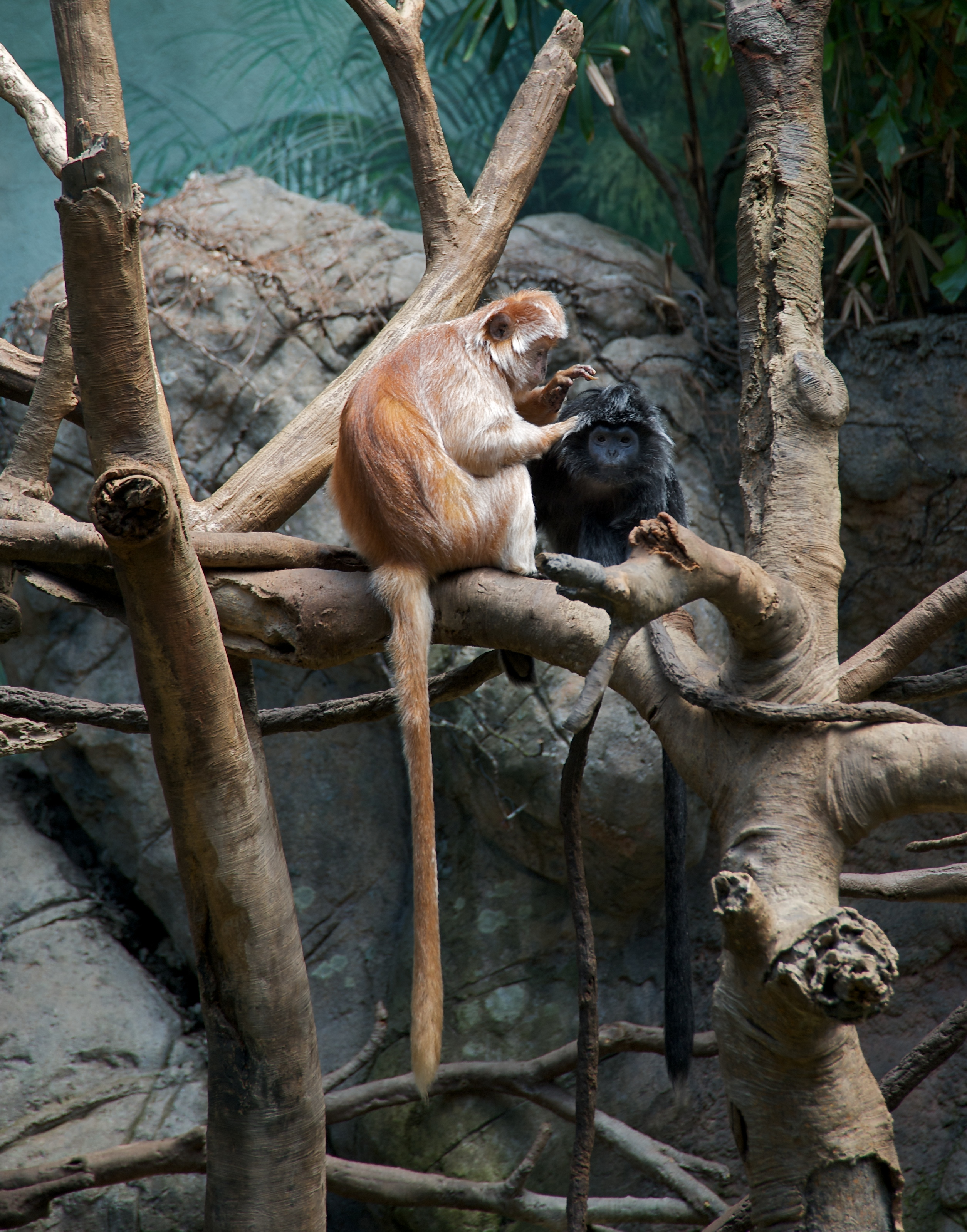
Espécia de primata no Zoológico do Bronx.
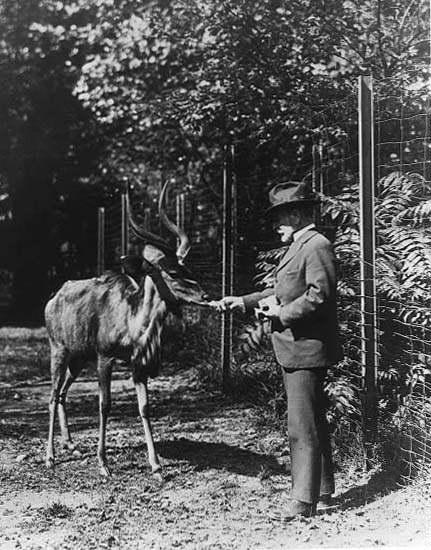
Diretor do zoológico William Hornaday, alimentando um animal em 1920.